# Derecho interno
El derecho interno es el conjunto de normas que regulan las relaciones entre individuos o instituciones o de estos con el Estado. El término se usa en contraposición al derecho internacional, que regula las relaciones entre Estados u otros sujetos de derecho internacional.
Existen diferencias importantes entre ambos. El derecho interno se caracteriza porque sus normas, con carácter general, emanan de instituciones determinadas y se imponen a los destinatarios, siendo posible la aplicación coactiva. Por el contrario, el derecho internacional surge de la coordinación y acuerdo entre los diversos sujetos y no existe un mecanismo consolidado de aplicación coactiva del derecho.
Se ha tratado de explicar la relación entre normas de uno y otro tipo a través de diversas teorías y modelos:
- Teoría dualista: es defendida entre otros por Carl Heinrich Triepel, para quien existen dos órdenes jurídicos totalmente independientes, ya que el derecho internacional y el interno tienen fuentes diferentes y tratan de regular distintas realidades. Por lo tanto, para que el derecho internacional tenga eficacia en los ordenamientos estatales debe producirse la recepción de la norma. Quienes critican esta teoría afirman que las fuentes son las mismas, lo que existe es una diferencia en la expresión técnica y que en la práctica muchas de las normas del derecho internacional entran en vigor en el derecho interno sin que sea necesario una transformación de la norma.
- Teoría monista: de acuerdo con esta, el derecho interno y el derecho internacional conforman un sistema único: defienden la unidad esencial de los ordenamientos jurídicos. Las teorías monistas implican un principio de subordinación, y en función del mismo se distinguen dos variantes:
  - Teorías monistas internas o constitucionalistas, para las que el derecho internacional es una emanación del derecho interno y queda sujeto a este. Lo que supone una negación del derecho internacional.
  - Teorías monistas internacionalistas, para las que la norma internacional se sitúa en una posición de jerarquía sobre la norma interna. Hans Kelsen, en una segunda etapa, defendió esta teoría, y también lo hizo su discípulo Verdross.

## La solución del derecho internacional
El propio orden jurídico internacional regula la solución aplicable en caso de conflicto entre una de sus normas y una norma de derecho interno de un Estado. La Declaración de derechos y deberes de los Estados, en su artículo 13, dispone: «Todo Estado tiene el deber de cumplir de buena fe las obligaciones emanadas de los tratados y de otras fuentes de Derecho internacional, y no puede invocar disposiciones de su propia Constitución o de sus leyes como excusa para dejar de cumplir ese deber».
Además, la Convención de Viena sobre el Derecho de los Tratados de 1969 prevé, en su artículo 27, que «una parte no podrá invocar las disposiciones de su Derecho interno como justificación del incumplimiento de un tratado». Es donde se ejerce las normas jurídicas internacionales de los estados.